# Thomas Kyle
Thomas Kyle (* 10. Oktober 1858 in Cork; † 7. März 1932 in High Wycombe) war ein englischer Fußballschiedsrichter.

## Sportlicher Werdegang
Kyle probierte sich in jungen Jahren in verschiedenen Sportarten, darunter Radfahren und Rudern. Später spielte er Tennis und interessierte sich fürs Motorradfahren. Er war ein Schiedsrichter in der Southern League sowie Linienrichter in der Football League. Beim Endspiel um den FA Cup 1909/10 zwischen Newcastle United und dem FC Barnsley unterstützte er Hauptschiedsrichter John Ibbotson an der Seitenlinie.
Zwischen dem März 1908, als er den 12:0-Erfolg der englischen Amateurnationalmannschaft über Frankreich leitete, und dem März des folgenden Jahres pfiff er vier Länderspiele. Dabei gehörte er zu den Spielleitern beim Fußballturnier der Olympischen Spiele 1908 in London und leitete das Viertelfinalspiel zwischen Dänemark und Frankreich, in dem sich der spätere Silbermedaillengewinner aus Nordeuropa mit einem 9:0-Sieg durchsetzte. Am 13. März 1909 war er Spielleiter bei der 0:9-Niederlage der deutschen Nationalmannschaft gegen die englische Amateurauswahl, dies ist die bis dato höchste Niederlage in der Geschichte der DFB-Elf.
Später engagierte Kyle sich administrativ für den Fußball und war Mitglied des FA Councils und des Vorstands des für Buckinghamshire und Berkshire zuständigen Regionalverbands. Zudem leitete er zeitweise die Spartan League. Hauptberuflich war er Oberinspektor für Gewichte und Maße im County Buckinghamshire.
Kyle war Ehrenmitglied der Union Belge des Sociétés de Sports Athlétiques, da er mit Belgien freundschaftlich verbunden war und jährlich im Rahmen eines vom Royal Léopold Club ausgetragenen Einladungsturniers Spiele leitete.